# Nature Reviews Gastroenterology & Hepatology
Nature Reviews Gastroenterology & Hepatology (до 2009 года носил название Nature Clinical Practice Gastroenterology & Hepatology) — научный журнал, издаваемый Nature Publishing Group с 2004 года.
Является официальным изданием Американской коллегии гастроэнтерологов.
В 2012 году журнал обладал импакт-фактором 10,426.

## О журнале
Журнал публикует обзорные статьи, посвящённые исследованиям в области гастроэнтерологии и гепатологии. Основные направления исследований, представленные в журнале, включают в себя:
- Рак
- Диагностика и обследование
- Эндоскопия
- Эпидемиология
- Желчный пузырь и желчевыводящие пути
- Гастроэзофагеальная рефлюксная болезнь
- Желудочно-кишечные кровотечения
- Генетика
- Гериатрическая гастроэнтерология
- Гепатит
- Инфекции (в том числе бактериальные, вирусные и паразитарные)
- Воспалительные заболевания кишечника
- Толстая кишка (в том числе анус)
- Печень (включая цирроз и фиброз)
- Питание (в том числе пищеварение, неаллергическая сверхчувствительность к пище, аллергии, лечение, ожирение)
- Поджелудочная железа
- Детская гастроэнтерология
- Тонкая кишка
- Желудок
- Хирургия (в том числе трансплантации и биопсии)
- Терапия (в том числе медикаментозное лечение, лучевая терапия, питание, альтернативные варианты)
- Язва желудка и двенадцатиперстной кишки
- Верхние отделы желудочно-кишечного тракта